# Driekoningenkerk (Neuss)
De Driekoningenkerk (Duits: Dreikönigenkirche) is de parochiekerk van de gelijknamige rooms-katholieke parochie in de Duitse stad Neuss en werd van 1909 tot 1911 gebouwd.

## Geschiedenis
Door de sterke groei van de stad Neuss werden er tegen het einde van de 19e eeuw met de bouw van een aantal kerken nieuwe parochies opgericht, waaronder de Driekoningenparochie.

## Architectuur
De door de architect Eduard Endler ontworpen kerk betreft een drieschepige basiliek met de plattegrond van een kruis. De hoge toren staat in de hoek tussen de zuidelijke transeptarm en het koor. De bouwvormen volgen de stijl van de neorenaissance.

## Inrichting
De kerk werd voor een groot deel met de inrichting van de aan de eredienst onttrokken Hospitaalkerk in de Brückstraße aangekleed. In 1919 werden de vensters van de Nederlandse kunstenaar Johan Thorn Prikker ingebouwd. Op 11 juni 1922 kreeg de kerk vier nieuwe klokken. Het nieuwe hoogaltaar van de Duitse architect Dominikus Böhm verving in 1936 het uit de voormalige Hospitaalkerk stammende altaar.
Het orgel van de Driekoningenkerk werd door het orgelbouwbedrijf E.F. Walcker & Cie. uit Ludwigsburg gebouwd. De oorlog vertraagde echter de inbouw en het instrument werd niet eerder dan in 1951 in gebruik genomen. Nadien werd het instrument herhaaldelijk gerenoveerd en uitgebreid (voor het laatst in 2002 door Johannes Klais Orgelbau uit Bonn) en heeft tegenwoordig 49 registers verdeeld over drie manualen en pedaal. De tracturen zijn mechanisch, met uitzondering van de frontpijpen die elektrisch worden aangestuurd.